# STRANGER (SCRIPTの曲)
「STRANGER」（ストレンジャー）は、SCRIPTの通算5枚目のシングル。2002年4月24日にキティMMEよりリリース。

## 解説
前作「サイレン」より約5ヵ月後のリリース。本作では初めてボーカルの佐々木收がすべての楽曲の作詞作曲を手がけた。
「STRANGER」はテレビ朝日系「完売劇場」エンディングテーマに起用された。
2004年にリリースされたミュージック・ビデオ『SCRIPT Rock Inventions〜MUSIC VIDEO CLIPS〜』にプロモーション映像が収録されている。

## 収録曲
1. STRANGER
作詞・作曲：佐々木收
  - テレビ朝日系「完売劇場」エンディングテーマ
2. 天気雨
作詞・作曲：佐々木收
3. STRANGER (Backing Track)